# Masaaki Higashiguchi
Masaaki Higashiguchi (東口 順昭, Higashiguchi Masaaki, Takatsuki, 12 mei 1986) is een Japans voetballer die als doelman speelt bij Gamba Osaka.

## Carrière
Masaaki Higashiguchi tekende in 2009 bij Albirex Niigata.

## Statistieken
| Japans voetbalelftal | Japans voetbalelftal | Japans voetbalelftal |
| Jaar                 | Wed.                 | Dlp.                 |
| -------------------- | -------------------- | -------------------- |
| 2015                 | 1                    | 0                    |
| 2016                 | 1                    | 0                    |
| 2017                 | 2                    | 0                    |
| 2018                 | 3                    | 0                    |
| 2019                 | 1                    | 0                    |
| Totaal               | 8                    | 0                    |